# Hans Furuhagen
Hans Fredrik Gunnar "Hatte" Furuhagen, född 12 november 1930 i Norrköpings Borgs församling i Östergötland, död 15 januari 2021 i Högalids distrikt i Stockholm, var en svensk TV-producent, komiker, skådespelare och antikvetare.

## Biografi
Furuhagen kom under sin studenttid i Uppsala i kontakt med Tage Danielsson. Tillsammans skrev de Östgöta nations spex I Fara i Mora eller Gustav Hasa eller Glid i natt med premiär 1951. Furuhagen kom sedan att arbeta med Hasseåtage till och från under hela deras karriär och blev särskilt känd i programmen Mosebacke Monarki.
Furuhagen blev 1960 filosofie licentiat i klassisk fornkunskap vid Uppsala universitet och var lärare vid Institutionen för klassisk fornkunskap 1960–1963. Han anställdes vid Sveriges Radio 1963 och var chef för kulturavdelningen från 1967 samt programchef i TV2 1969–1974.
Han skrev populärvetenskapliga historiska böcker och producerade TV- och radioprogram.
Furuhagen blev filosofie hedersdoktor vid Uppsala universitet 1985 och tillades  professors namn den 1 december 2009 för folkbildande insatser och omfattande författarskap om antikens kulturer.
Han var i äktenskapet med redaktören Birgitta Furuhagen, född Zackrisson, som avled 2019, far till historikern Björn Furuhagen, född 1961, och radioproducenten Åsa Furuhagen, född 1965. Makarna Furuhagen är begravda på Skogskyrkogården i Stockholm.

## Filmografi
- 1963 – Konstgjorda Pompe
- 1963 – Svenska öden (TV-serie)
- 1964 – Svenska bilder
- 1965 – Att angöra en brygga
- 1967 – Mosebacke Monarki (TV-serie)
- 1978 – Picassos äventyr
- 1981 – Sopor

## Priser och utmärkelser
- Hedersledamot vid Östgöta nation, Uppsala 1972
- Hedersdoktor vid Uppsala universitet 1985
- Lars Salvius-priset 1992
- Hertig Karls pris 1996
- Professors namn 2009